# Brightline
| Brightline-Logo |                      |                                        |                                        |
| Streckenlänge: | ~ 540 km             |                                        |                                        |
| Spurweite: | 1435 mm (Normalspur) |                                        |                                        |
| Streckengeschwindigkeit: | 200 km/h             |                                        |                                        |
| |                      |                                        |                                        |
| \| \| (0) \| MiamiCentral \| MiamiCentral \| \| \| \| Aventura (seit 2022) \| \| \| \| (43) \| Fort Lauderdale \| Fort Lauderdale \| \| \| \| Boca Raton (seit 2022) \| \| \| \| (110) \| West Palm Beach \| West Palm Beach \| \| \| \| Fort Pierce (?) \| \| \| \| \| Stuart \| \| \| \| \| Cocoa (?) \| \| \| \| (325) \| Cocoa (Abzweig Neubaustrecke) \| Cocoa (Abzweig Neubaustrecke) \| \| \| (390) \| Orlando Flughafen (seit 2023) \| Orlando Flughafen (seit 2023) \| \| \| \| SunRail Korridor (2030) \| \| \| \| \| Orange County Convention Center (2030) \| \| \| \| \| South International Drive (2030) \| \| \| \| (540) \| Tampa (203x) \| Tampa (203x) \| \| \| \| \| \| \| \| \| Jacksonville (?) \| \| |                      |                                        |                                        |
| Kopfbahnhof Streckenanfang | (0)                  | MiamiCentral                           | MiamiCentral                           |
| Haltepunkt / Haltestelle |                      | Aventura (seit 2022)                   | Aventura (seit 2022)                   |
| Bahnhof | (43)                 | Fort Lauderdale                        | Fort Lauderdale                        |
| Bahnhof |                      | Boca Raton (seit 2022)                 | Boca Raton (seit 2022)                 |
| Bahnhof | (110)                | West Palm Beach                        | West Palm Beach                        |
| ehemaliger Haltepunkt / Haltestelle |                      | Fort Pierce (?)                        | Fort Pierce (?)                        |
| ehemaliger Haltepunkt / Haltestelle |                      | Stuart                                 | Stuart                                 |
| ehemaliger Haltepunkt / Haltestelle |                      | Cocoa (?)                              | Cocoa (?)                              |
| Abzweig ehemals geradeaus und nach links · Strecke von rechts | (325)                | Cocoa (Abzweig Neubaustrecke)          | Cocoa (Abzweig Neubaustrecke)          |
| Strecke (außer Betrieb) · Kopfbahnhof Strecke ab hier außer Betrieb | (390)                | Orlando Flughafen (seit 2023)          | Orlando Flughafen (seit 2023)          |
| Strecke (außer Betrieb) · Kreuzung (Strecke geradeaus außer Betrieb) |                      | SunRail Korridor (2030)                | SunRail Korridor (2030)                |
| Strecke (außer Betrieb) · Haltepunkt / Haltestelle (Strecke außer Betrieb) |                      | Orange County Convention Center (2030) | Orange County Convention Center (2030) |
| Strecke (außer Betrieb) · Haltepunkt / Haltestelle (Strecke außer Betrieb) |                      | South International Drive (2030)       | South International Drive (2030)       |
| Strecke (außer Betrieb) · Kopfbahnhof Streckenende (Strecke außer Betrieb) | (540)                | Tampa (203x)                           | Tampa (203x)                           |
| Strecke (außer Betrieb) |                      |                                        |                                        |
| Kopfbahnhof Streckenende (Strecke außer Betrieb) |                      | Jacksonville (?)                       | Jacksonville (?)                       |

Brightline (zeitweise Virgin Trains USA) ist eine seit 2018 betriebene Eisenbahn in Florida. Die Betreibergesellschaft „All Aboard Florida“ ist ein Tochterunternehmen der Florida East Coast Industries. Die Gesellschaft bietet Schienenpersonenverkehr auf einer teilweise neu erstellten Schnellfahrstrecke zwischen Miami und dem Flughafen von Orlando. Eine Verlängerung nach Tampa befindet sich in Planung.
Brightline West ist ein Eisenbahnprojekt in Nevada und Kalifornien. Es wurde von den gleichen privaten Investoren wie Brightline in Florida initiiert und soll eine Schnellfahrstrecke von Las Vegas in die Greater Los Angeles Area bis 2028 erstellen und betreiben.

## Geschichte

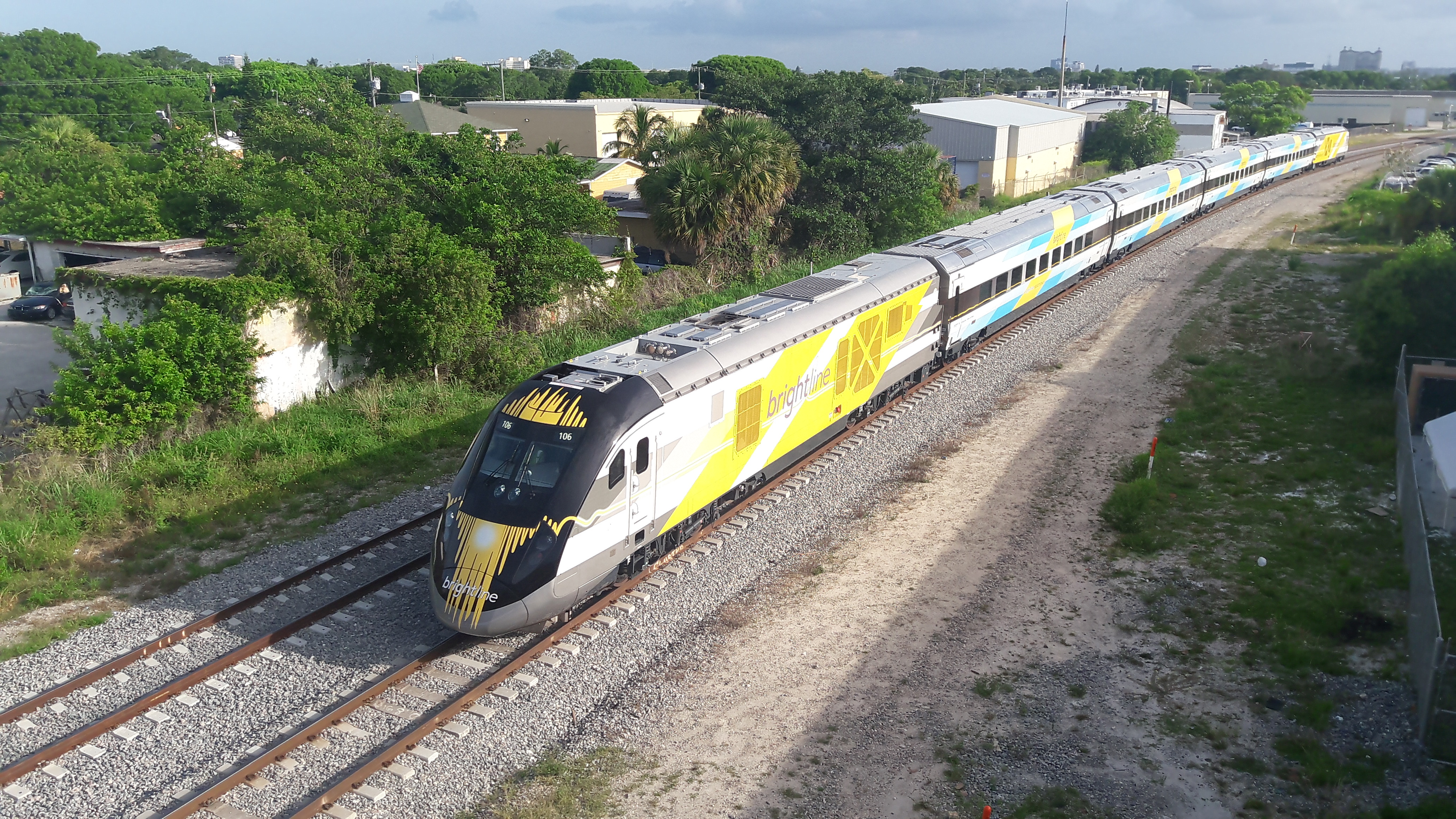
Brightline-Zug auf der ausgebauten Strecke nahe West Palm Beach

2007 wurde die Florida East Coast Industries durch das Investmentunternehmen Fortress Investment erworben. Im Nachgang dazu wurde 2008 die Tochtergesellschaft Florida East Coast Railway (FECR) aus diesem Unternehmen herausgelöst. Die FECI behielt jedoch das Recht, auf den Gleisen der FECR Personenverkehr anbieten zu können. In der Folge wurde Anfang 2012 das Unternehmen „All Aboard Florida“ gegründet. 2014 wurde die Marke „Brightline“ eingetragen und ab November 2015 für Ankündigungen und den Betrieb der Strecke genutzt.
Der „Draft Environmental Impact Statement“ im Raumordnungsverfahren wurde im September 2014 vorgelegt, und der „Final Environmental Impact Statement“ am 4. August 2015 bewilligt. Schon seit Anfang 2015 hatte man angefangen, die Bahnhöfe zu errichten – diese sind grundsätzlich Neubauten für den Schnellverkehr. Im Folgenden wurde die vorhandene Trasse, die vielfach für den Güterverkehr auch eingleisig ausreichend war, vollständig auf zweigleisig umgebaut.

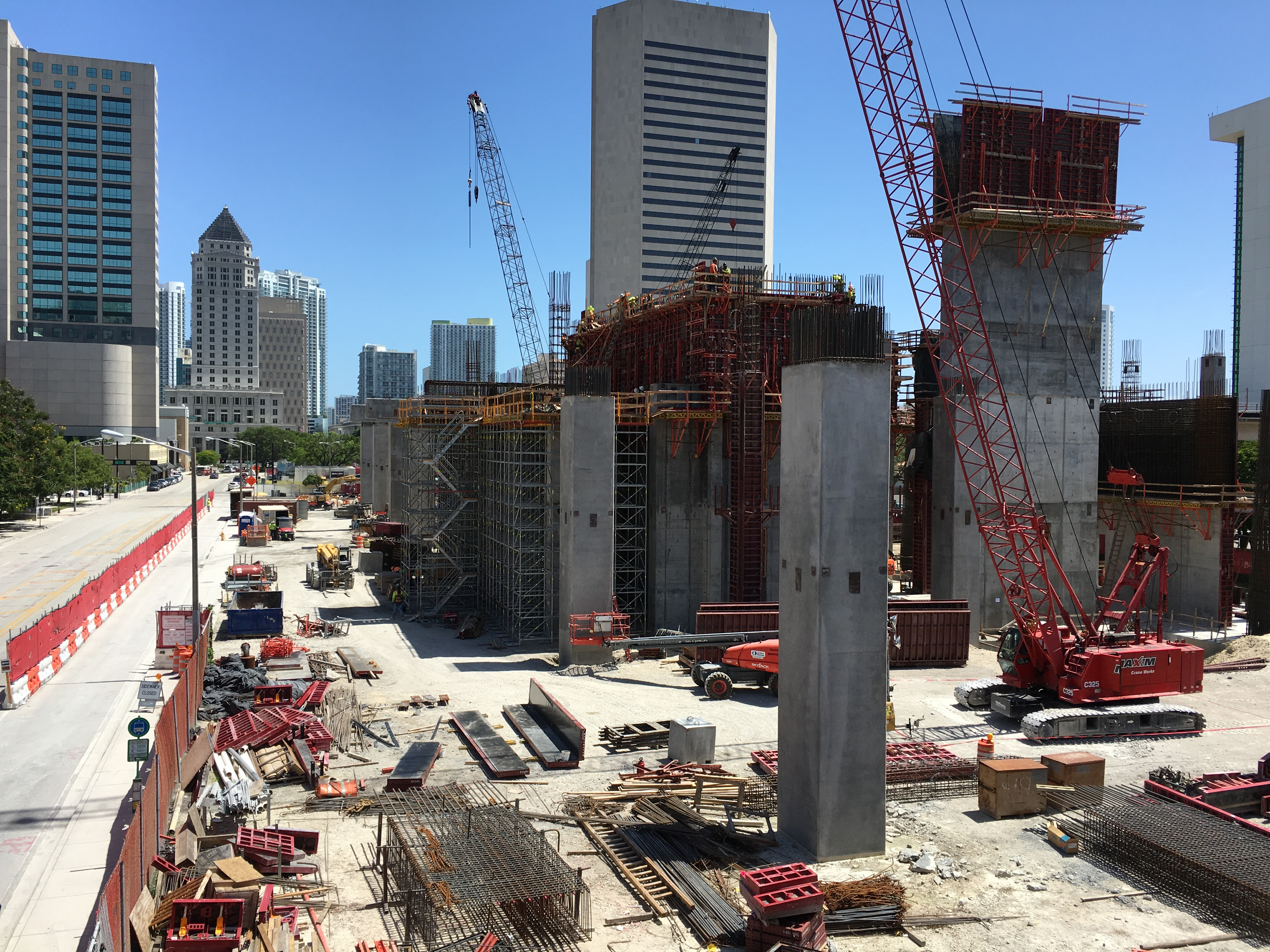
MiamiCentral im Bau (Juli 2016)

Im März 2015 begann der Bau der Station MiamiCentral. Von dort gibt es direkte Umsteigemöglichkeiten zur Miami-Dade Metrorail und zum Miami-Dade Metromover (Government Center Station). Für den „Tri-Rail Downtown Miami Link“ beteiligt sich die Regionalzuggesellschaft mit 70 Millionen Dollar auch am Bau der Station. Die Station sollte Ende April in Betrieb gehen. Dies wurde auf frühestens Anfang Mai verschoben. Nach Eröffnungswochenende am 19./20. Mai 2018 wurden 8 Zugpaare angeboten, die später auf 11 tägliche Zugpaare angehoben werden sollten.
Am 13. Januar 2018 wurde der Linienverkehr zwischen West Palm Beach und Fort Lauderdale aufgenommen. Die Höchstgeschwindigkeit betrug auf diesem Abschnitt 160 km/h; der Personenverkehr ab Miami begann am 19. Mai 2018 aufgenommen.
Florida East Cost Industries gab an, für den Abschnitt von Miami bis West Palm Beach insgesamt 1,8 Milliarden US-Dollar zu investieren, inklusive Gleise, Züge und Bahnhöfe. Bis nach Orlando sollten dann nochmal mindestens 2 Milliarden US-Dollar investiert werden.

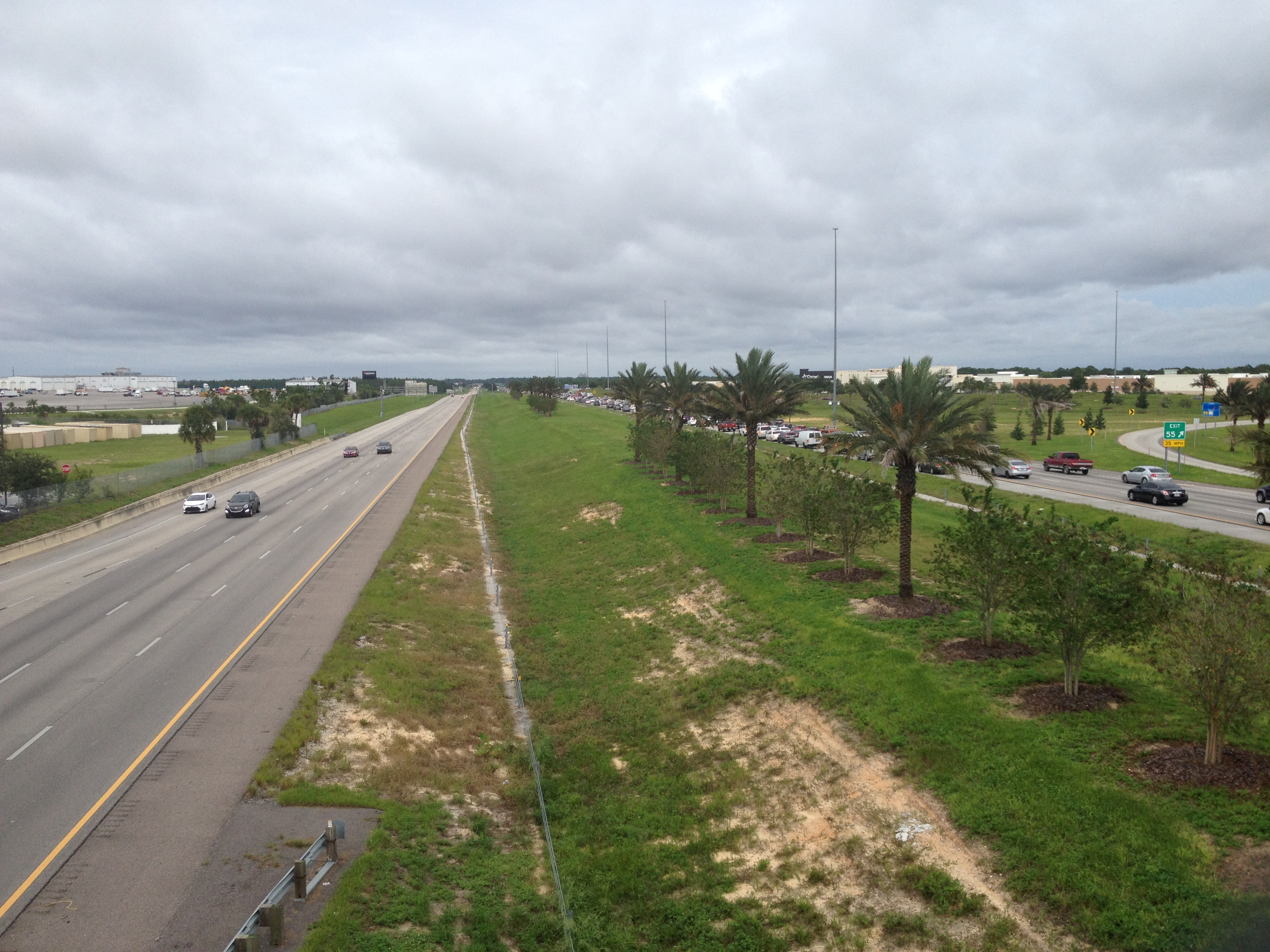
Interstate 4 mit breitem Grünstreifen

Politiker aus Tampa haben darüber hinaus Interesse bekundet, dass der Streckenbau über Orlando hinaus weitergeführt wird. Hierzu wurde Unterstützung beim Landerwerb und den Wegerechten zugesichert – insbesondere auf dem Mittelstreifen der Interstate 4, die von Orlando nach Tampa führt Dies entspricht älteren Planungen für einen „Florida High Speed Corridor“, dessen Bau ursprünglich genau diesen Abschnitt zwischen Orlando und Tampa zuerst errichten sollte, und mit elektrischen Triebzügen mit bis zu 300 km/h befahren sollte. Diese Planungen, die im November 2000 durch eine Volksbefragung befürwortet worden waren, wurden jedoch im Februar 2011 durch den Gouverneur beerdigt, als er die zur Errichtung vorgesehenen Bundesmittel aus dem American Recovery and Reinvestment Act ablehnte. Eine Errichtung mit privater Finanzierung hat jedoch die grundlegende Unterstützung auch konservativer Politiker.
Der Ausbau bis zum Flughafen Orlando begann 2018. Seit der Eröffnung des neuen Streckenabschnitts im April 2023 kann die gesamte Strecke bis 200 km/h befahren werden.
Die Gesellschaft erhielt die Erlaubnis für die Auflage von 1,15 Milliarden US-Dollar an steuerfreien Bonds im Dezember 2017, um die Phase 2 bis Orlando zu finanzieren. Brightline gab an, zu diesem Zeitpunkt im Besitz der notwendigen behördlichen Genehmigungen gewesen zu sein. Die privatrechtliche Seite der Baufreiheit ist bereits 2015 für den zu bebauenden Korridor erreicht worden. Im Frühjahr 2018 befand sich das Unternehmen noch in Abstimmungsrunden mit den anliegenden Gemeinden, die sich gegen den Bau aussprechen – da ihr Gebiet von der zukünftigen Zuglinie nur durchfahren, aber nicht bedient wird. Bisherige Fragestellungen konnten durch All Aboard Florida jeweils ausgeräumt werden, wobei bekannt wurde, dass die Bonds zur Finanzierung der Phase 2 auch im Mai 2018 noch nicht ausgegeben wurden. Die Deadline für die Ausgabe der Bonds benötigt voraussichtlich eine Verlängerung, dann jedoch konnten die Bauarbeiten noch 2018 starten. Damit war die Phase 2 etwas in Verzug und die Eröffnung wurde auch offiziell verschoben. Im August 2018 erhielt Brightline die Erlaubnis für die steuerfreien Bonds, sowohl für die 1,15 Milliarden für den Streckenneubau, als auch 600 Millionen zur Refinanzierung vorheriger Bonds.
Im November 2018 wurde bekannt, dass die Virgin Group einen Minderanteil an der Gesellschaft von Brightline erworben hat. Das Marketing sollte 2019 im Zuge einer strategischen Partnerschaft der Fortress Investments Group und der Virgin Group auf Virgin Trains USA umgestellt werden. Die formale Umbenennung erfolgte am 4. April 2019.
Im Zuge des Übergangs zur Virgin Group wurden die Kosten von 2,3 Milliarden Dollar für die Strecke nach Orlando gesichert. Zwischenzeitlich arbeitete Virgin Trains USA an einer weiteren Finanzierung für die Strecke von Orlando bis Tampa, für die neben Wegerechten auch 950 Millionen Dollar in steuerfreien Bonds vorgesehen sind. Die Neubaustrecke nach Orlando umfasst 275 km, der Weiterbau nach Tampa weitere 151 km.
Der Bau der Strecke von Orlando bis zur existierenden Ausbaustrecke nach Miami begann schließlich Mitte 2019. Begonnen wurde Ende Mai 2019 mit den Arbeiten für einen neuen Betriebshof am Flughafen Orlando (Zone 1) und dem 5 km langen Anschlussstück von dort bis zur Autobahn (Zone 2). Nachfolgend wurde entlang des Highway 525 eine 35 Meilen lange Neubaustrecke bis Cocoa errichtet (Zone 3), und von dort die 129 Meilen lange Altbaustrecke für einen Betrieb mit 110 mph (177 km/h) ausgebaut (Zone 4). Die Inbetriebnahme fand am 22. September 2023 statt. Der Umfang der Investitionen steigt damit auf insgesamt 4 Milliarden US-Dollar.
Aufgrund der COVID-19-Pandemie wurde der Betrieb vom 25. März 2020 bis zum 8. November 2021 eingestellt. Die Bauarbeiten zur Verlängerung nach Orlando wurden unabhängig davon fortgeführt
und im Juni 2023 fertiggestellt. Anfang 2023 wurden die zusätzlichen Zwischenhalte in Boca Raton und Aventura in Betrieb genommen, im September 2023 wurde Orlando erstmalig angefahren.

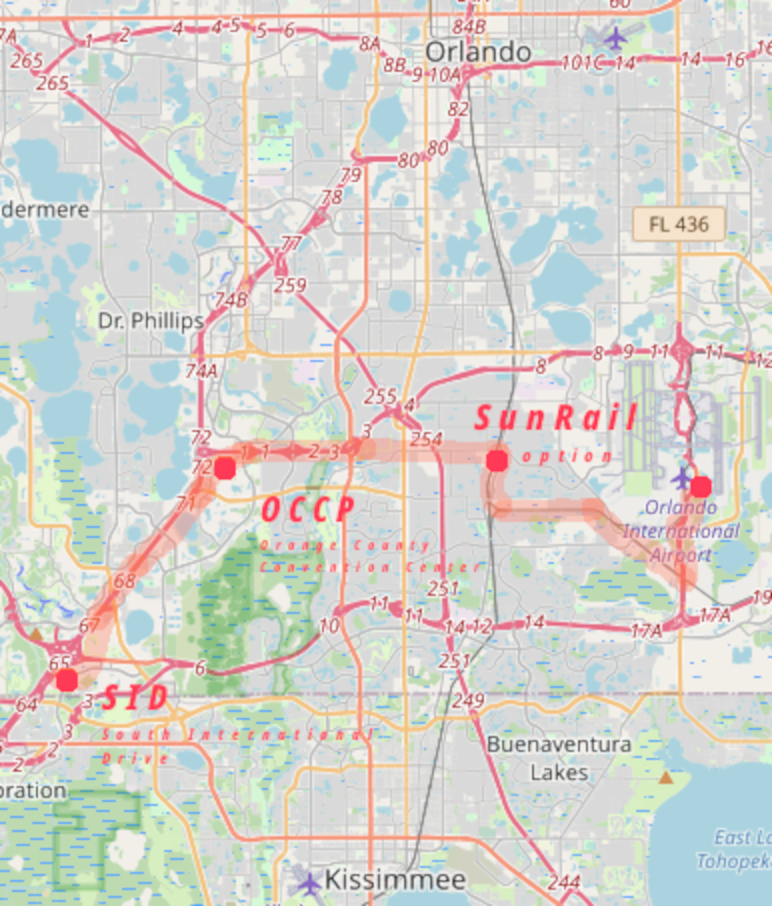
Brightline „Sunshine Corridor“ Vorzugsvariante 2022

Im November 2020 wurde bekannt, dass mit dem Walt Disney World Resort eine Übereinkunft zum Weiterbau der Strecke erzielt wurde. Im Februar 2021 wurden die Planungsarbeiten für die Strecke von Orlando nach Disney Springs aufgenommen. Erste Schätzungen erwarten Kosten von etwa einer Milliarde US-Dollar und eine Inbetriebnahme frühestens 2026. Disney World hat die Unterstützung jedoch zurückgezogen, nachdem 2022 die bevorzugte Variante vorgestellt wurde, bei der eine Station „South International Drive“ weiter entfernt von Disney Springs liegt. Der 2022 vorgestellte 'Sunshine Corridor' weist die Durchquerung des Stadtgebietes von Orlando entlang der 'State Route 528' aus, mit einer Zwischenstation 'Orange County Convention Center', verläuft danach entlang der Interstate-4 zu einer vorläufigen Endstation 'South International Drive' südlich des Kreuzes an der Orlando World, mit der die dortigen Hotels gut erschlossen werden. Universal, denen das Kongresszentrum gehört, werden sich dafür mit 125 Millionen US-Dollar an Brightline beteiligen und mindestens 13 Millionen an Tickets garantieren. Die Vorzugsvariante sieht auch eine Erschließung für den SunRail Regionalverkehr vor, bei der an der Kreuzung der Eisenbahnstrecken zukünftig ein bahnsteiggleicher Übergang möglich wird. Die Kosten für diese Stadtquerung liegen deutlich höher als ursprünglich veranschlagt, mit nun geschätzten 2 Milliarden US-Dollar.  Man geht jedoch von deutlich mehr Passagieren aus, mit 6,4 Millionen im ersten Jahr und steigend auf 9,4 Millionen bis 2040. Von der vorläufigen Endstation I-Drive ist dann wie bisher die Führung über den Mittelstreifen der Interstate-4 ohne weiteren Halt bis Tampa vorgesehen.

## Virgin Trains USA
Die Firma Virgin Trains wurde schon Mitte der 1990er Jahre im Zuge der Privatisierung von British Rail in Großbritannien gegründet. Die Virgin Group hat zahlreiche Investments im Transportsektor, darunter Virgin Atlantic mit Flugzeugen und Virgin Voyages mit Schiffen, komplettiert mit Virgin Hotels und Virgin Vacations für Reiseangebote. Die Virgin Rail Group ist ein Joint Venture mit der schottischen Stagecoach Group. Zu bemerken ist dabei, dass Virgin Voyages ein 2014 gegründetes Joint Venture mit Bain Capital ist, ein Private-Equity-Unternehmen der US-Oligarchie, und der US-Anteil von Stagecoach 2019 an Variant Equity verkauft wurde, ebenfalls eine Vermögensverwaltung der US-Oligarchie. Letztere besitzt bereits die Coach USA Busgesellschaft. Dies zeigt auf, dass der Finanzsektor in den USA Vertrauen in den Eisenbahnpersonenverkehr gefunden hat und an Investments interessiert ist. Kommentatoren schlagen hier einen Bogen zum Gilded Age der USA und speziell Henry Flagler, der die Florida East Coast Railroad gründete.

Übersichtskarte mit Planungen Desert Xpress in Schwarz, CaHSR in Blau (Stand 2016)

Übersichtskarte mit Planung Brightline West in Gelb, CaHSR in Schwarz und Grau (Stand 2023/2024)

Ob das Rebranding zur Marke Virgin erfolgreich sein würde, wurde teilweise bezweifelt, da andere Unternehmungen der Virgin Group nicht sehr erfolgreich waren. Unternehmen der Finanzindustrie sahen die Beteiligung von Virgin jedoch als Fundament zur Vermarktung in weiteren Regionen mit ähnlichen Anforderungen. Richard Branson selbst gab in Interviews an, dass Strecken im Bereich zwischen 250 und 350 Meilen grundlegend sinnvoll seien, und verweist auf Charlotte nach Atlanta und Chicago nach St. Louis. Kommentatoren haben Listen mit vergleichbaren Charakteristika erstellt, in denen dann auch Dallas nach Houston erscheint (vergleiche Texas Central High-Speed Railway), der Northeast Corridor Washington über New York nach Boston (vergleiche Acela) sowie kürzere Strecken von Los Angeles nach San Diego, Dallas über Austin nach San Antonio, Vancouver über Seattle nach Portland, die jeweils im Bereich der Streckenlänge dem Brightline-Angebot bis 2019 nach Miami entsprechen.
In dieses Konzept passte, dass Virgin Trains USA im September 2018 XpressWest (vormals DesertExpress) aufgekauft hat, die Pläne zur Anbindung von Las Vegas an umliegende Metropolregionen entwickelt hatte, die sich jedoch seit den ersten Ankündigungen 2008 nie materialisiert hatten. Nach Westen sollten dabei Palmdale und/oder Victorville angeschlossen werden, von denen es einen Zugverkehr nach Los Angeles gibt, einschließlich des geplanten Hochgeschwindigkeitsverkehrs des California-High-Speed-Rail-Projektes (CaHSR). Nach Osten könnte auch Phoenix (Arizona) angeschlossen werden; weiterhin genannt wurden mögliche Linien nach Salt Lake City (Utah) und Denver (Colorado). XpressWest setzte dabei ursprünglich, wie auch andere Projekte dieser Zeit, auf elektrische Triebzüge im Hochgeschwindigkeitsverkehr mit 240 km/h, während Brightline den Ausbau mit lokbespannten Expresszügen mit maximal 200 km/h aufzeigte. Im Zuge |language=endes Aufkaufs gelangte Virgin Trains USA an den Standort des Bahnhofs in Las Vegas und kündigte an, schon 2019 mit dem Bau der Strecke zu beginnen und möglicherweise 2022 den Betrieb aufnehmen zu können. Das Hard Rock Las Vegas Hotel wurde ebenfalls aufgekauft und der zukünftige Bahnhofskomplex sollte mit dem neuen Virgin Hotel verbunden werden.
Anfang August 2020 wurde bekanntgegeben, dass der Vertrag zur Nutzung des Markennamens „Virgin“ durch Brightline Ende Juli ausgelaufen ist und nicht verlängert wurde. Berichte weisen darauf hin, dass Richard Branson im Januar 2020 darauf verwies, noch keine zugesagten Investitionen in die Gesellschaft getätigt zu haben. Dies war nach dem Ende der Eisenbahngesellschaft Virgin Trains in Großbritannien im Dezember 2019. Im Zuge der nachfolgenden Coronakrise musste dann auch die Fluggesellschaft Virgin Atlantic im August 2020 den Konkurs anmelden, womit wahrscheinlich Virgin niemals in Brightline investiert hatte und damit der Vertrag nach Verstreichen der Frist endet.
Das Engagement im Projekt XpressWest wird damit ebenfalls nicht mehr mit Virgin geplant. Die Kooperation mit dem Finanzinvestor Fortress wird dort von Brightline weiter vorangetrieben. Erst im April 2020 wurden dort steuerfreie Anleihen im Umfang von 600 Millionen US-Dollar bewilligt, die am freien Markt eine Kapitalisierung von bis zu 2,6 Milliarden ergeben könnten. Fortress Investment steht auch hinter der Muttergesellschaft von Brightline, der FECI, und ist ein Investunternehmen der US-Oberklasse mit Nähe zur Demokratischen Partei. Die jeweiligen Investoren, die sich an den Anleihen beteiligt haben, sahen dabei die Linienführung von XpressWest bis Victorville noch kritisch.

## Linienverlauf
| County            | Bahnhof               | Brightline Betriebsaufnahme | Zeit bis Miami | Umsteigemöglichkeiten |
| ----------------- | --------------------- | --------------------------- | -------------- | --- |
| Orange County     | Orlando Int'l Airport | 22. September 2023          | 210 min        | Orlando International Airport Lynx: Links 11, 42, 51, 111, 407 & 436S SunRail Train to Plane: Link 111 Nonstop Express |
| Palm Beach County | West Palm Beach       | 13. Januar 2018             | 72–80 min      | Palm Tran: 1, 40, 41, & The Bolt 1 Palm Trolley: Yellow Line Tri-Rail Commuter Connector: WPB-1 |
| Palm Beach County | Boca Raton            | 21. Dezember 2022           | 51 min         | Palm Tran: 1, 94 |
| Broward County    | Fort Lauderdale       | 13. Januar 2018             | 30–33 min      | Broward County Transit (at Central Terminal): 1, 6, 9, 10, 11, 14, 20, 22, 30, 31, 40, 50, 60, 81, 101 (US 1 Breeze) Sun Trolley: Downtown Link, Neighborhood Link, & NW Community Link Tri-Rail Commuter Connector: FL-1, FL-3 |
| Miami-Dade County | Aventura              | 24. Dezember 2022           | 17 min         | Metrobus Broward County Transit (at Aventura Mall): 1, 28, 101 (US 1 Breeze) |
| Miami-Dade County | MiamiCentral          | 19. Mai 2018                | –              | Metrorail (Haltestelle Government Center): Green Line, Orange Lines, Downtown Express Metromover (Haltestelle Government Center): Omni Loop, Brickell Loop, Inner Loop Metrobus: 2, 3, 7, 9, 11, 21, 51, 77, 93, 95, S (119), 120, 207, 208, 246, 277, 500 Broward County Transit: 109 (95 Express), 110 (595 Express) Miami Trolley: Coral Way Tri-Rail Downtown Miami Link |

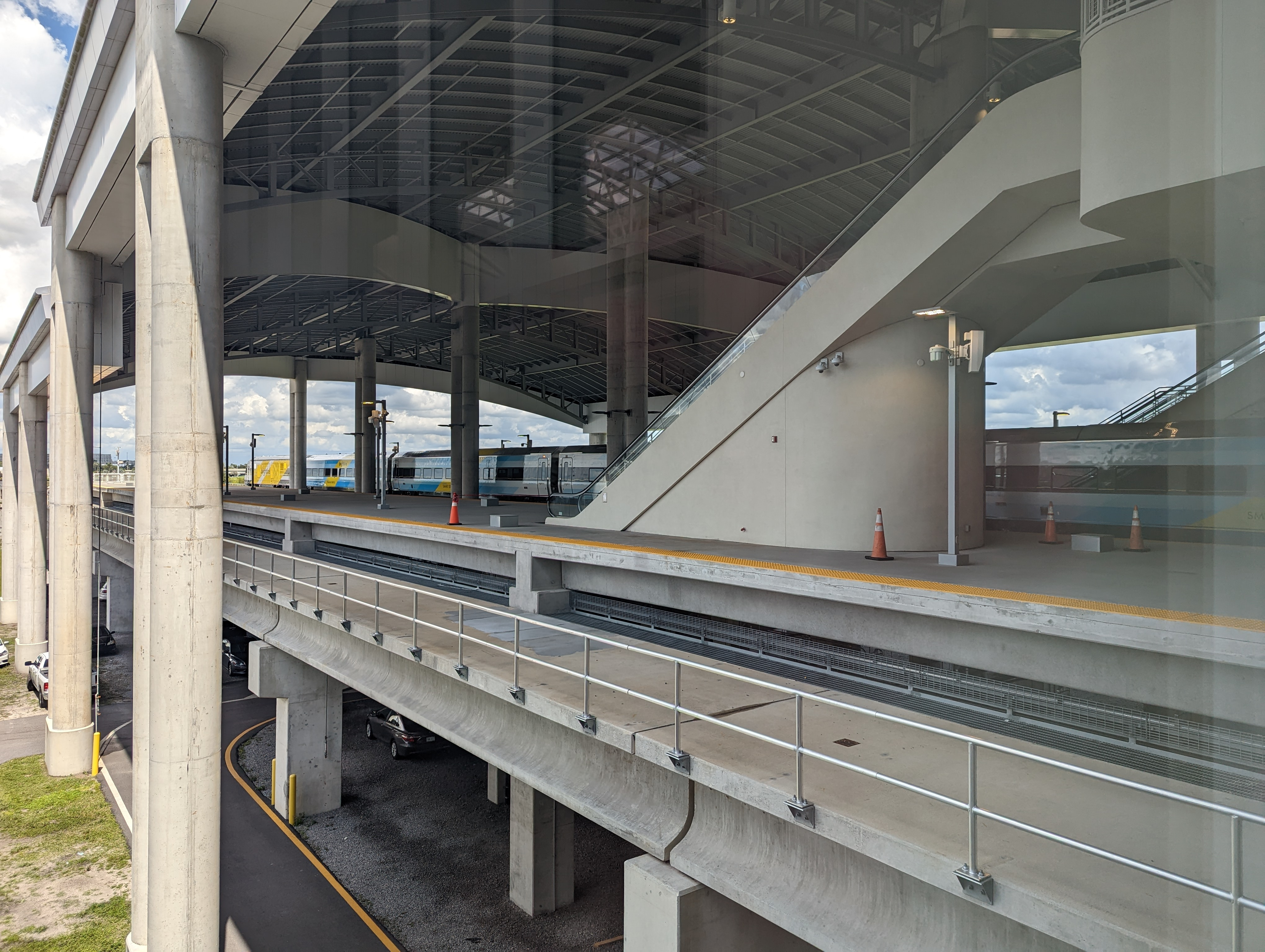
Brightline am Flughafen Orlando im Jahr vor der Eröffnung (2022)

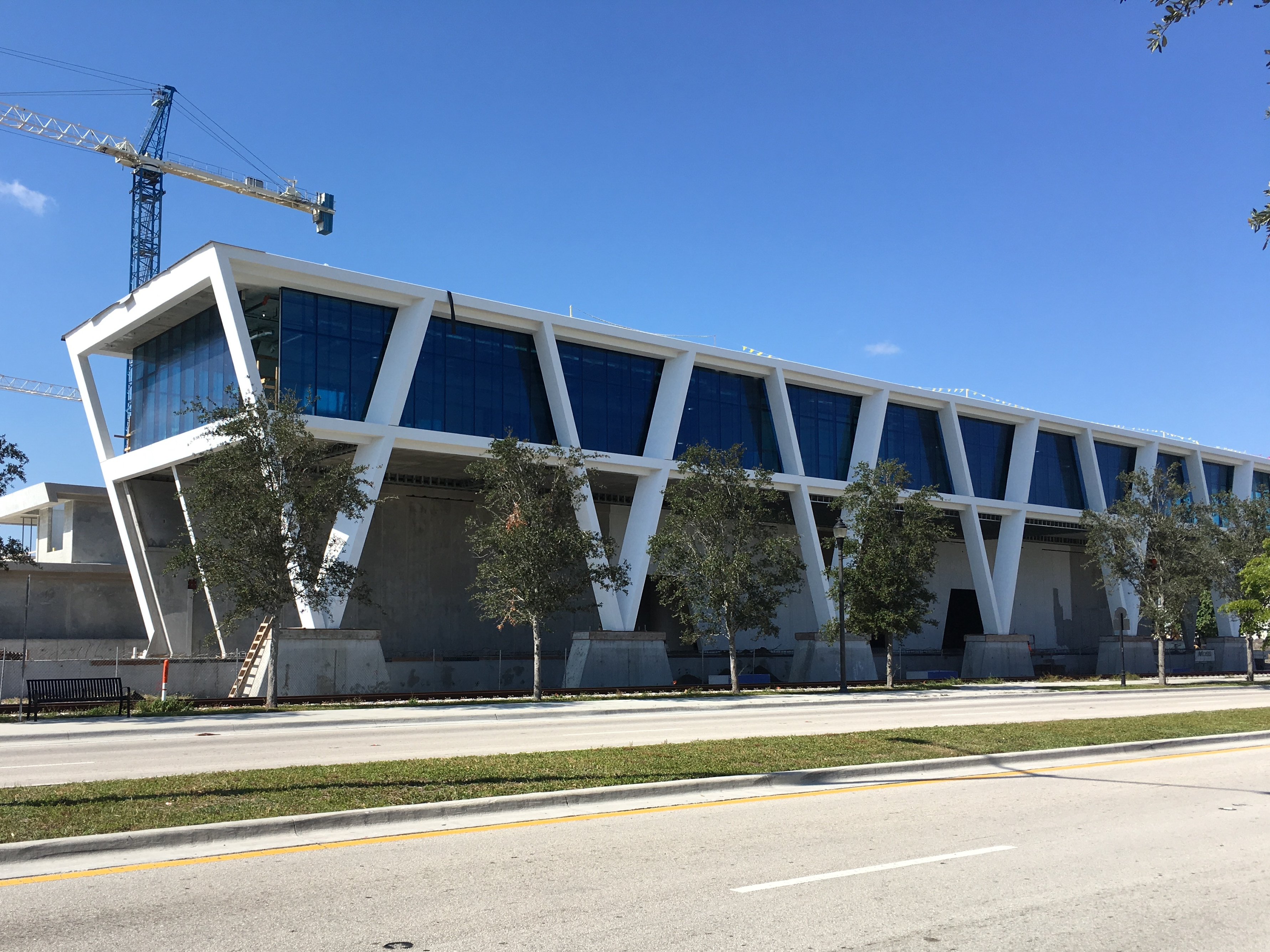
Neuer Brightline-Bahnhof in West Palm Beach

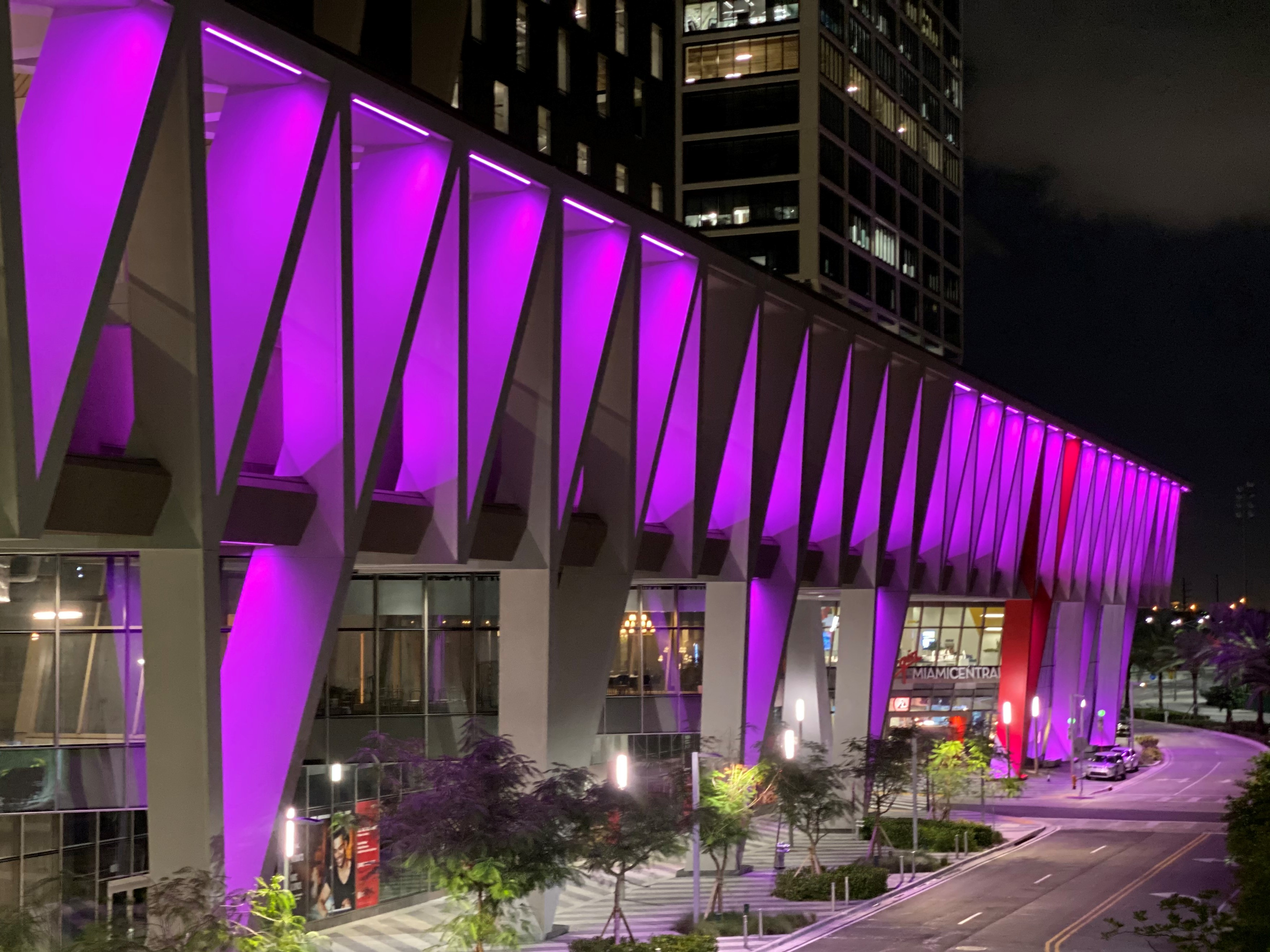
Bahnhof MiamiCentral in kurzlebiger Farbgebung unter Virgin Trains USA (2019)

Die Gesamtlänge der Linie von Miami bis Orlando beträgt etwa 390 Kilometer (240 Meilen). Es werden folgenden Bahnhöfe bedient:
- Miami: neuer Bahnhof in Downtown Miami mit mehreren Stockwerken
- Fort Lauderdale, neuer Bahnhof an der Brightline Strecke, in ähnlichem Design über der Trasse errichtet
- West Palm Beach, neuer Bahnhof, nicht zu verwechseln mit dem Amtrak-Bahnhof an einer anderen Strecke
- Orlando International Airport, existierender Bahnhof, von der Orlando Verkehrsbehörde ausgebaut

Auf rund 313 Kilometern (195 Meilen) werden bereits bestehende Strecken der Muttergesellschaft Florida East Coast Railway (FEC) genutzt werden. Zur Anbindung des Flughafens in Orlando wurden 64 Kilometer (40 Meilen) Strecke neu gebaut. Der Abzweig von der FEC-Bestandsstrecke erfolgt bei Cocoa, anschließend folgt die Trasse im Sinne der Verkehrswegebündelung dem Martin Andersen Beachline Expressway (SR 528) bis zum Flughafen von Orlando.
In den Vertragsunterlagen für All Aboard Florida existiert eine Option die Bestandsstrecke der FEC bis Jacksonville nutzen zu können. Planungen für den Ausbau wurden jedoch bisher nicht vorgestellt.
Auf der Strecke nach Orlando sollen weitere Bahnhöfe errichtet werden, einer davon in Stuart. Ein möglicher Standort ist Vero Beach. Von der Politik wird die Verlängerung über Orlando hinaus nach Tampa vorgeschlagen. Dabei sollen zur besseren Erschließung der Theme Parks bei Tampa, bei Lakeland und Disney World bei Orlando gegebenenfalls eigene Stationen errichtet werden.

## Betrieb
Vor Eröffnung der Strecke nach Orlando war für die Strecke Miami–Orlando noch eine Fahrzeit von etwa 3 Stunden geplant. Im Januar 2018 wurde der Betrieb zwischen West Palm Beach und Fort Lauderdale aufgenommen, mit einer Fahrzeit von 40 min auf diesem Abschnitt. Von Fort Lauderdale nach Miami sollte es nach damaligen Plänen nochmal eine halbe Stunde sein. Von West Palm Beach nach Orlando waren entsprechend zwei Stunden vorgesehen. Von Miami über Fort Lauderdale bis West Palm Beach erstreckt sich die Strecke, die im Mai 2018 eröffnet wurde. Für 106 Kilometer braucht der Zug eine Stunde und 15 Minuten. Auf dem Highway dauert es, je nach Verkehrslage, häufig doppelt so lange.
Die Betriebsgeschwindigkeit im dichtbesiedelten Bereich zwischen Miami und West Palm Beach waren anfänglich auf 79 mph (127 km/h) begrenzt. Ab West Palm Beach bis zum Abzweig Cocoa sollten dann 110 mph (177 km/h) gefahren werden. Von Cocoa soll dann die Neubaustrecke bis Orlando gebaut werden, die auch 125 mph (201 km/h) erlaubt. Erwartet wird jedoch, dass die Betriebsgeschwindigkeit dann bei 120 mph (193 km/h) liegen wird. Aufgrund der US-Definition für den Eisenbahn-Hochgeschwindigkeitsverkehr, die erst oberhalb des Wertes von 125 mph ansetzt, handelt es sich damit rechtlich nur um einen Expressverkehr mit wenigen Zwischenstopps, der zwischen Orlando und Miami eine Durchschnittsgeschwindigkeit von 80 mph (130 km/h) erreichen kann. Im Fahrplan 2023 betrug die Reisedauer von Miami bis Orlando 3h25 (ohne Halt in Aventura) bzw. 3h30 (mit Halt). Die Reisegeschwindigkeit beträgt somit 94 bzw. 96,3 km/h mit/ohne Halt in Aventura. Tickets in der zweiten Klasse („Smart“) wurden ab 79 $, jene in der ersten Klasse („Premium“) ab 149 $ verkauft.
Es waren 16 Fahrten pro Tag und Richtung geplant. Bei der Eröffnung zwischen Palm Beach und Fort Lauderdale wurden 10 Fahrten pro Tag angeboten.
Auf dem Abschnitt von Miami über Fort Lauderdale nach Palm Beach verkehren auch die Regionalzüge der Tri-Rail-Gesellschaft auf den Gleisen des South Florida Railway Corridor. Deren Linien halten an 18 Stationen. Schon in früheren Planungen gab es ein Langzeitziel für 2025 bis 2030, auch im Florida East Coast Railway Corridor einen Regionalverkehr anzubieten. Eine Verbindung, wenn auch zuerst für den Güterverkehr, zwischen den beiden Strecken ist schon geschaffen worden. Mit der Eröffnung der MiamiCentral Station von Brightline will Tri-Rail nun auch diesen innerstädtischen Bahnhof anbinden, und dabei zumindest teilweise den FEC Corridor mitnutzen.

### Fahrgastzahlen
Die Passagierzahlen entwickeln sich etwa im vorgesehenen Rahmen. Im Oktober 2018 wurden 60.013 Passagiere befördert bei einem Umsatz von 1 Million $, im November 2018 dann 80.660 Passagiere bei einem Umsatz von 1,5 Millionen $, sowie im Dezember 2018 dann 98.076 bei einem Umsatz von 2,2 Millionen $. Nach den zahlreichen Feiertagen lagen im Januar 2019 die Zahlen bei 73.568 Passagieren und 1,7 Millionen $ Umsatz. Im Februar 2019 waren die Passagierzahlen auf 78.707 gestiegen, bei einem Umsatz von 1,9 Millionen $, und lagen damit fast auf den Erwartungen des Betreibers. Dieser erwartet, dass nach einer dreijährigen Anlaufphase jährlich 2,9 Millionen Passagiere bei einem Umsatz von jährlich $107,3 Millionen US-Dollar befördert werden könnten.
Aufgrund der COVID-19-Pandemie wurde der Betrieb am 25. März 2020 bis auf Weiteres eingestellt. Im Januar 2021 wurde die Wiederaufnahme des Verkehrs gegen Ende des Jahres 2021 angekündigt, im August 2021 auf November 2021 konkretisiert. Für das gesamte Jahr 2022 wurden 1,23 Millionen Passagiere gezählt. Im Jahr 2023 kam man auf 2.053.893 beförderte Fahrgäste und vermeldete Einnahmen in Höhe von 87,7 Millionen US$.
Mit der Eröffnung der Strecke nach Orlando im Jahr 2023 hofft das Unternehmen auf jährlich 4,3 Millionen Passagiere, die von dort nach Miami reisen. Mit allen Teilstrecken erwartet man insgesamt 6 Millionen Passagiere, was über die nächsten Jahre auf jährlich 10 Millionen Passagieren wachsen könnte.
Die Preisgestaltung folgt einer Auslastungssteuerung per Yield Management, so sind Tickets, die weiter im Voraus gebucht werden, sowie Tickets für weniger nachgefragte Züge billiger. Darüber hinaus gibt es auch Mehrfahrtenkarten vergleichbar mit Abos im Nahverkehr.

### Angebot an Bord und an den Bahnhöfen
An den Bahnhöfen gibt es – ähnlich wie im Luftverkehr und an Fernverkehrsknoten der DB oder der amerikanischen Bahngesellschaft Amtrak – Lounges für die Gäste der ersten Klasse mit Getränken und Snacks, welche im Preis der Tickets enthalten sind. Auch an Bord der Züge sind Essen und Getränke im Preis eines erste-Klasse-Tickets inklusive, Fahrgäste der zweiten Klasse können diese jedoch käuflich erwerben. Darüber hinaus betreibt die Bahngesellschaft auch Bars und Convenience Stores an den Bahnhöfen, welche ebenfalls Snacks anbieten. Ähnlich wie im Luftverkehr und bei Amtrak ist es möglich, Gepäck aufzugeben, welches dann in einem Gepäckabteil befördert wird. Es ist jedoch auch möglich, Gepäck so weit es von den Fahrgästen selbst verladen werden kann als Handgepäck mitzuführen – hierzu existieren über den Sitzen, im Raum unter den Sitzen und am Ende der Wagen entsprechende Ablageflächen.

## Unfälle
Die Bestandsstrecke zwischen Miami und Cocoa hat viele ebenerdige Bahnübergänge, auf denen es immer wieder zu Personenunfällen und Kollisionen von Zügen mit anderen Fahrzeugen kommt. Laut Medienberichten sind durch Brightline-Züge bereits rund hundert Menschen zu Tode gekommen – etwa ein Todesfall pro 56.000 Zugkilometer. Damit ist die Linie die mit der höchsten Rate an Todesopfern in den USA. Bei keinem der Todesfälle wurde Brightline als Verursacher ermittelt, in den meisten Fällen handelte es sich um Fehlverhalten von Verkehrsteilnehmern oder um Schienensuizid.

## Fahrzeuge

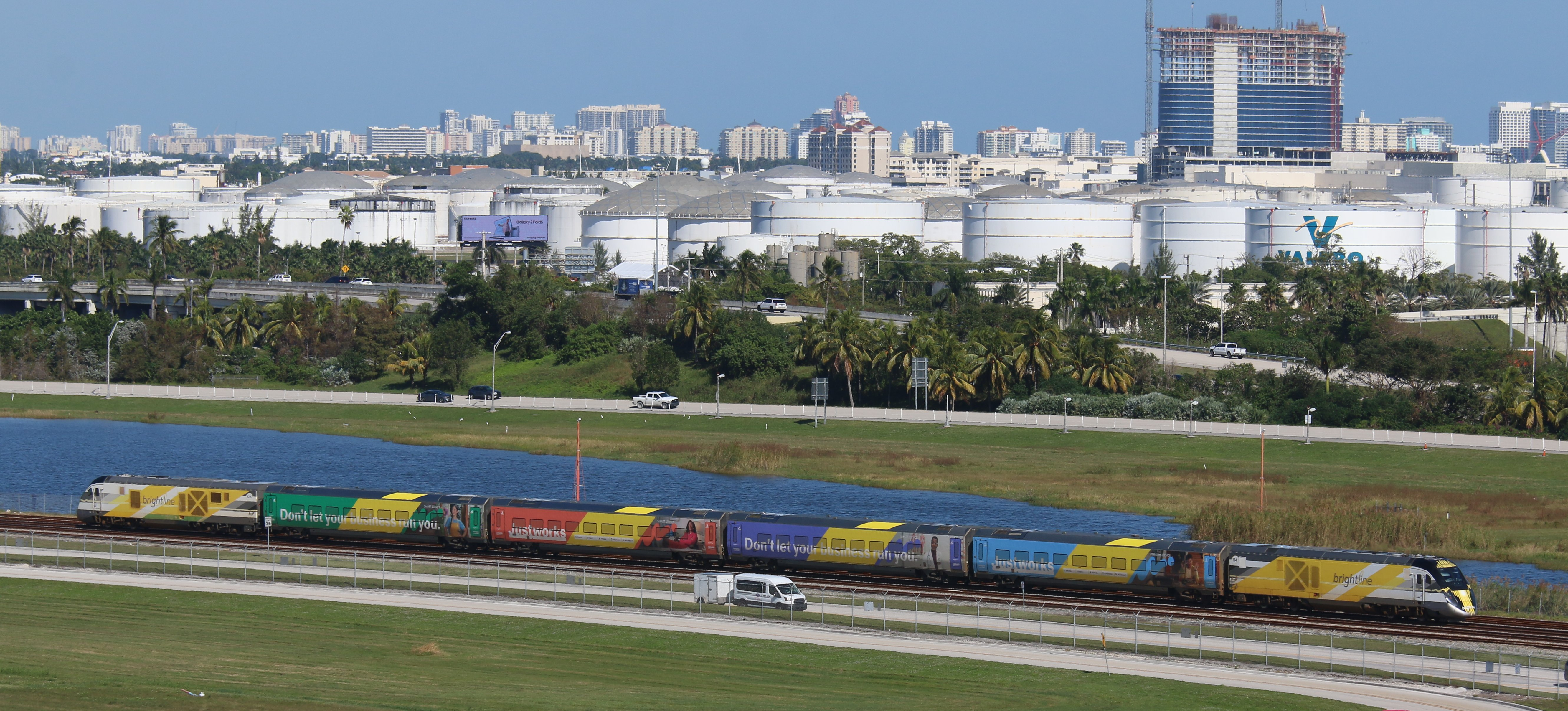
Zuggarnitur bei Fort Lauderlade mit den unterschiedlichen Farben der Wagen (2023)

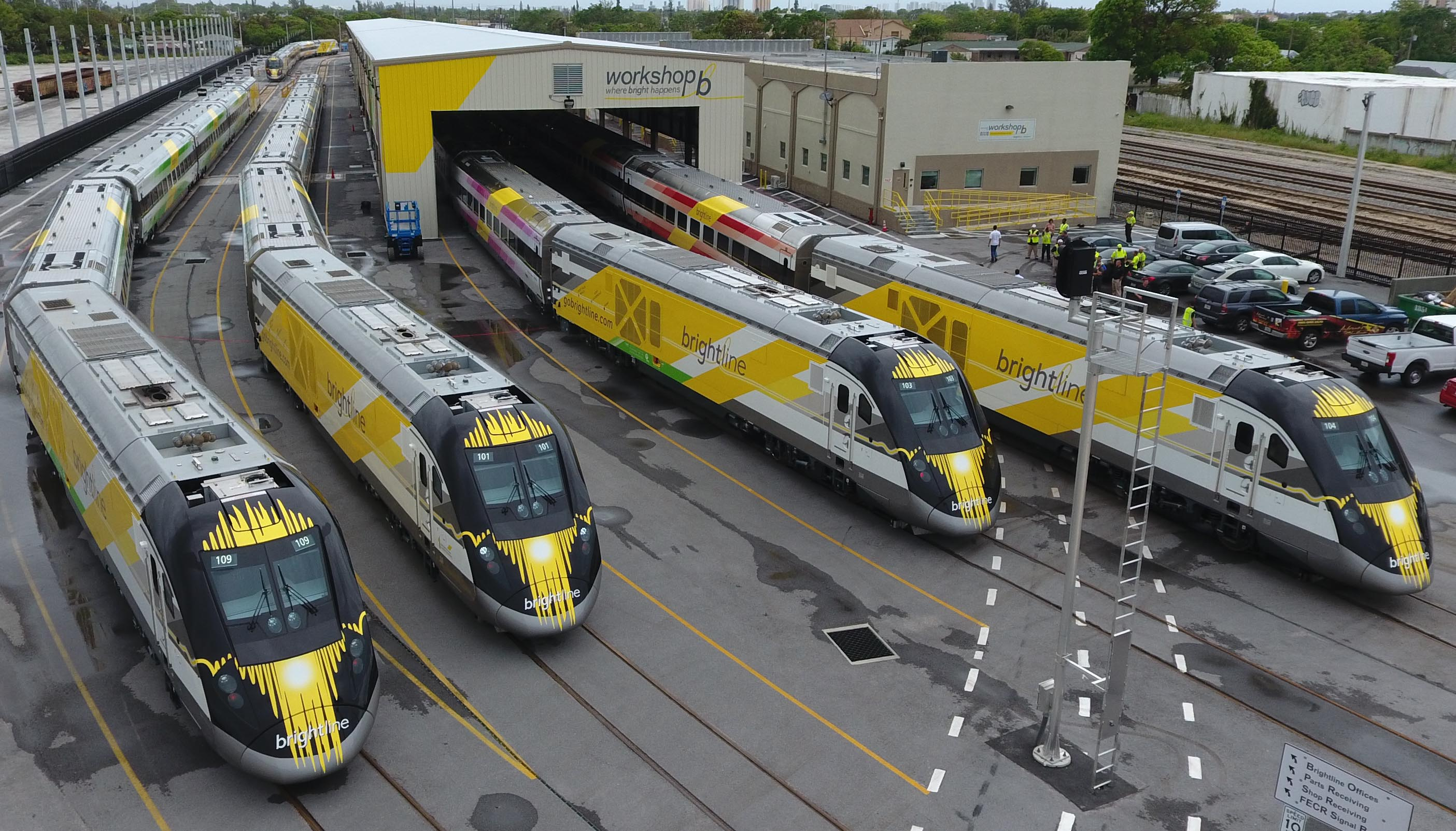
Die ersten Zuggarnituren in der Hauptwerkstatt

Als Rollmaterial werden von Siemens Mobility aus deren Werk in Sacramento gelieferte Zuggarnituren eingesetzt. Jede Garnitur besteht aus zwei Diesellokomotiven (eine an jedem Zugende) der Bauart Charger und zunächst vier Wagen der Bauart Venture, davon ein Wagen der Select genannten ersten Klasse und drei Wagen der Smart genannten zweiten Klasse. Für die Betriebsaufnahme wurden fünf Garnituren bestellt, jeder Zug ist farblich unterschiedlich gestaltet. Die Wagen erhielten dabei Schattierungen in rot, orange, grün, blau und lila, während die Lok jeweils einen gelblichen Grundton hat. Die Nummerierung der Wendezüge erfolgt anhand der Loks, für die ersten fünf Garnituren von 101 bis 110.
Die erste Zuggarnitur wurde im Juni 2016 der Öffentlichkeit vorgestellt und im Dezember 2016 geliefert. Für die Betriebsaufnahme auf der Gesamtstrecke war ursprünglich geplant, die Züge um je drei weitere Wagen auf insgesamt sieben zu verlängern und fünf zusätzliche Zuggarnituren in Betrieb zu nehmen. Die Verlängerung auf sieben Wagen erfolgte jedoch bis 2023 nicht, stattdessen wurden fünf weitere vier-Wagen-Züge bestellt und 2023 geliefert. Stand 2023 hat Brightline 21 Lokomotiven (Nummern 101–121) und zehn mal vier Wagen (Nummern 201–210 sowie 401–410 und 431–450) in Betrieb. Für 2025  ist die Lieferung von weiteren fünf vier-Wagen-Zügen geplant. Es ergeben sich daher insgesamt zehn Züge plus eine Reservelok.
In der bei Brightline üblichen Bestuhlung hat ein Wagen entweder 50 Sitze der ersten Klasse oder 66 Sitze der zweiten Klasse. Ein Zug aus vier Wagen wird dabei aus drei Zweite-Klasse-Wagen und einem Erste-Klasse-Wagen gebildet, folglich hat ein vier-Wagen-Zug 248 Sitzplätze insgesamt. Die Sitzanordnung ist dabei in der ersten Klasse 2+1, in der zweiten Klasse 2+2. Die Breite der Sitze beträgt in der ersten Klasse 53 Zentimeter (21 Zoll) und in der zweiten Klasse 48 Zentimeter (19 Zoll).

## Projekt Brightline West

Logo von Brightline West

Brightline West ist eine seit 2024 im Bau befindliche Hochgeschwindigkeitsstrecke von der Stadtgrenze Los Angeles bis zur Stadtgrenze von Las Vegas.
Im September 2018 erwarb Brightline vom in Las Vegas ansässigen Hotel- und Casinobauunternehmen Marnell Corrao Associates deren Anteile am Eisenbahnprojekt Xpress West, vormals DesertXpress. Das Projekt sollte Las Vegas ohne Zwischenhalte mit einem Punkt möglichst nahe an Los Angeles verbinden. Das Las Vegas Valley ist seit dem Jahr 1997 eine der größten Metropolregionen der USA, die von der nationalen Bahngesellschaft Amtrak nicht mit Zügen bedient wird. Deren Verbindung von Südkalifornien nach Las Vegas war nicht konkurrenzfähig: Der Amtrak-Zug „Desert Wind“ benötigte in den 1990er Jahren für die Strecke fast doppelt so viel Zeit wie ein privates Kraftfahrzeug, und die Mitfahrt kostete das gleiche wie ein einstündiger Billigflug.
Brightline West soll mit Planungsstand 2023 von einem Endbahnhof in Enterprise über Victorville nach Rancho Cucamonga führen, das ca. 60 Kilometer von Downtown Los Angeles entfernt liegt und wo Übergang zu Vorortzügen auf der San Bernardino Line von Metrolink hergestellt werden soll.
Die Strecke soll zu 96 Prozent im breiten Mittelstreifen der Interstate 15 verlaufen, den Cajon-Pass nutzen und für eine Höchstgeschwindigkeit von 200 Meilen pro Stunde (322 km/h) ausgelegt werden. Die Strecke soll weitgehend eingleisig errichtet werden, mit einigen zweigleisigen Abschnitten zum Ausweichen. Angestrebt für die 351 km lange Strecke ist eine Fahrzeit von 2:10 Stunden.
Als rollendes Material wählte Brightline West Triebzüge des Typs Siemens Velaro Novo mit dem Produktnamen „American Pioneer 220“ von Siemens Mobility als bevorzugtes Angebot aus. Zunächst sollen 10 siebenteilige Triebzüge mit Platz für bis zu 450 Fahrgäste geliefert werden. Der Vertrag beinhaltet die Instandhaltung der Fahrzeuge über einen Zeitraum von 30 Jahren, welche Siemens Mobility in einem neu zu bauenden Bahnbetriebswerk in Sloan im Südwesten von Las Vegas durchführen soll. Als Rollmaterial hatten Siemens Mobility wie auch Alstom Züge aus amerikanischer Fertigung gemäß Buy America Act angeboten. Die Regulierungsbehörde Federal Railroad Administration untersuchte mit Stand Dezember 2023, ob die Buy-America-Anforderung ausgesetzt werden kann, damit das Verkehrsministerium von Nevada für Brightline West Rollmaterial, Schnellfahrweichen, Brandschutztechnik sowie Teile der Leit- und Sicherungstechnik aus dem Ausland beziehen kann.
Das private Projekt Brightline West erhielt im Januar 2024 vom US-Verkehrsministerium steuerbegünstigte öffentliche Anleihen im Umfang von 2,5 Milliarden US-Dollar, die zu einer früheren Zuweisung in Höhe von 1 Milliarde Dollar im Jahr 2020 hinzukamen. Im Dezember 2023 wurde eine öffentliche Finanzierungszusage in Höhe von 3 Milliarden Dollar aus Bundesmitteln des 2021 unterzeichneten Infrastructure Investment and Jobs Act bewilligt. Die geplanten Gesamtkosten belaufen sich auf 12 Milliarden Dollar. Die Inbetriebnahme soll im Jahr 2028 möglich sein. Im Januar 2024 begannen die Felduntersuchungen für die Strecke entlang der Interstate 15 und die Anwerbung von 11.000 Arbeitern für den Bau. Das symbolische Einschlagen der ersten Gleisnägel erfolgte am 22. April 2024 bei einer Feier am künftigen Endbahnhof in der Ortschaft Enterprise bei Las Vegas.